# Khu Phức hợp ô tô Chu Lai-Trường Hải
Khu Phức hợp Chu Lai-Trường Hải nằm trong Khu kinh tế mở Chu Lai, được coi là đại bản doanh của Công ty cổ phần ô tô Trường Hải. Khu phức hợp bao gồm Khu công nghiệp cơ khí ô tô và Khu vực cảng, hậu cần cảng Chu Lai do THACO xây dựng với mục tiêu chính là sản xuất, lắp ráp ô tô. Đến tháng 9/2016, khu phức hợp có quy mô gần 600ha với số vốn hơn 12.000 tỷ đồng. Năm 2016, Khu phức hợp Chu Lai-Trường Hải nộp ngân sách tại tỉnh Quảng Nam 14.350 tỷ đồng, tăng 42% so với năm 2015, chiếm khoảng 75% ngân sách Quảng Nam.